# Louis-Urbain Aubert de Tourny
Louis-Urbain Aubert de Tourny   (Les Andelys, 16 de maig de 1695 - París, 28 de novembre de 1760) va ser un polític francès del segle XVIII.

## Vida i obra
Fill d'una família aristocràtica, el 1719 va rebre diverses senyories del seu pare (La Falaise, Carcasona, Pierrefitte i Ambroise) i el 1721, en casar-se, el marquesat de Tourny, al mateix temps que la seva esposa rebia la baronia de Nully i les senyories de Grandcé, Aulnay i Bouron. Uns anys més tard, en morir el seu pare, va heretar la resta dels seus bens i es va convertir en un home immensament ric que es va dedicar amb èxit a la gestió del seu patrimoni. A més, el 1758 va heretar el comtat de Grancey, la baronia de Selongey i altres senyories.

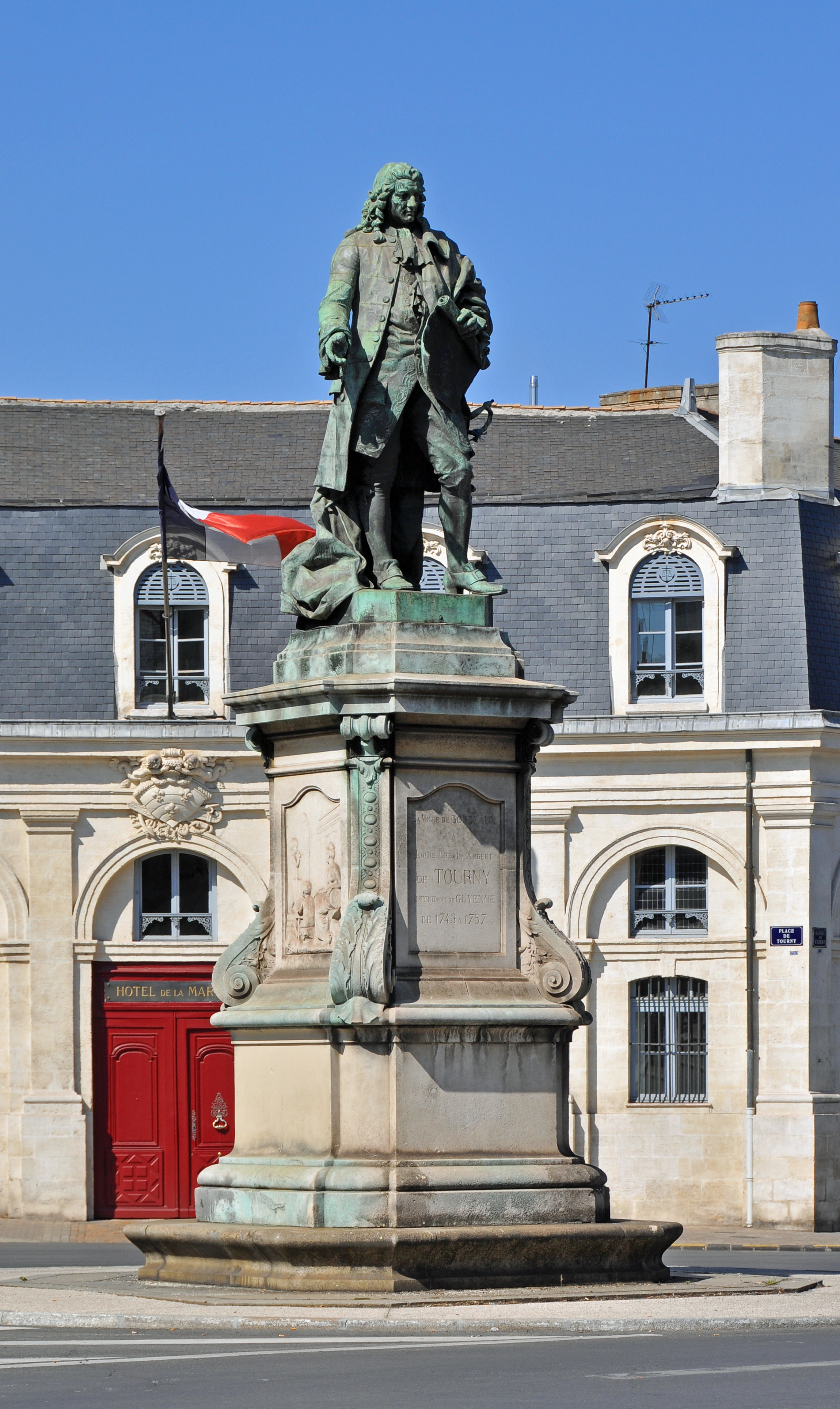
Estàtua a Tourny al centre de la ciutat de Bordeus.

A més de la seva riquesa, va fer carrera com funcionari de la cort de Lluís XV de França: el 1714, amb només dinou anys i de forma excepcional, ja va ser nomenat advocat i conseller del Châtelet, on va adquirir experiència jurídica, el 1730 va ser nomenat intendent (una mena de governador civil) de Llemotges, el 1743 va ser nomenat intendent de Guiena (una regió amb capital a Bordeus molt més important que el Llemosí) i, en renunciar a aquest càrrec el 1757, va passar a ser conseller d'estat, residint a París fins la seva mort el 1760. El seu successor a Bordeus va ser el seu fill Claude-Louis.
Tourny és recordat sobre tot per ser el continuador de la tasca de modernització de la ciutat de Bordeus iniciada pel seu predecessor, l'intendent Claude Boucher. Destaca, sobre tot, la seva obra urbanística, obrint noves avingudes i parcs, projectant noves edificacions (algunes de les quals no es van dur a terme)  i eliminant les restes medievals inútils, com el Château Trompette. El propi Haussmann va reconèixer la seva influència en els seus plans per a la remodelació de París durant el Segon Imperi.
Però, tot i ser la seva obra més evident, que encara es pot contemplar al Bordeus d'avui dia, no va ser la única tasca de modernització que va emprendre: també va renovar l'administració, la legislació i la justícia, va millorar l'exacció d'imposts i l'ensenyament públic i va ser un impulsor de la indústria local.